# Crédit agricole d'Ille-et-Vilaine
 (mai 2018).
Le Crédit Agricole d'Ille-et-Vilaine est l'une des 39 caisses régionales du groupe Crédit agricole. Son siège se situe à Saint-Jacques-de-la-Lande, dans l'éco-quartier de la Courrouze, à proximité de Rennes.

## Chiffres
- 1er réseau bancaire du département[3]
- 106 points de vente de proximité[3]
  - 3 centres de relation clients[3]
  - 4 centres d'affaires[3]
  - 5 pôles de Banque Privée[3]
- 152 relais CA[3]
- 535 267 clients[3], 322 468 sociétaires[3]
- 1 732 collaborateurs[3], 464 administrateurs[3]
- 118 agences[3], 46 Caisses locales[3]

Les résultats financiers 2024 : 
- Produit net bancaire : 284 M€[4]
- Résultat net : 62 M€[4]
- Ratio de solvabilité : 18,83 %[4]

## Gouvernance et organisation
Entreprise à mission depuis mars 2022, établissement bancaire et assureur mutualiste, le Crédit Agricole d'Ille-et-Vilaine regroupe 46 Caisses locales. Structures locales dédiées à la représentation des sociétaires, celles-ci forment le socle du fonctionnement coopératif du Crédit Agricole. Les sociétaires élisent dans ce cadre, et parmi eux, 464 administrateurs. Le Crédit Agricole d'Ille-et-Vilaine compte 322 468 sociétaires au 31 décembre 2024.
La Caisse régionale est dirigée par un conseil d’administration composé de 15 administrateurs et d'un comité de direction.

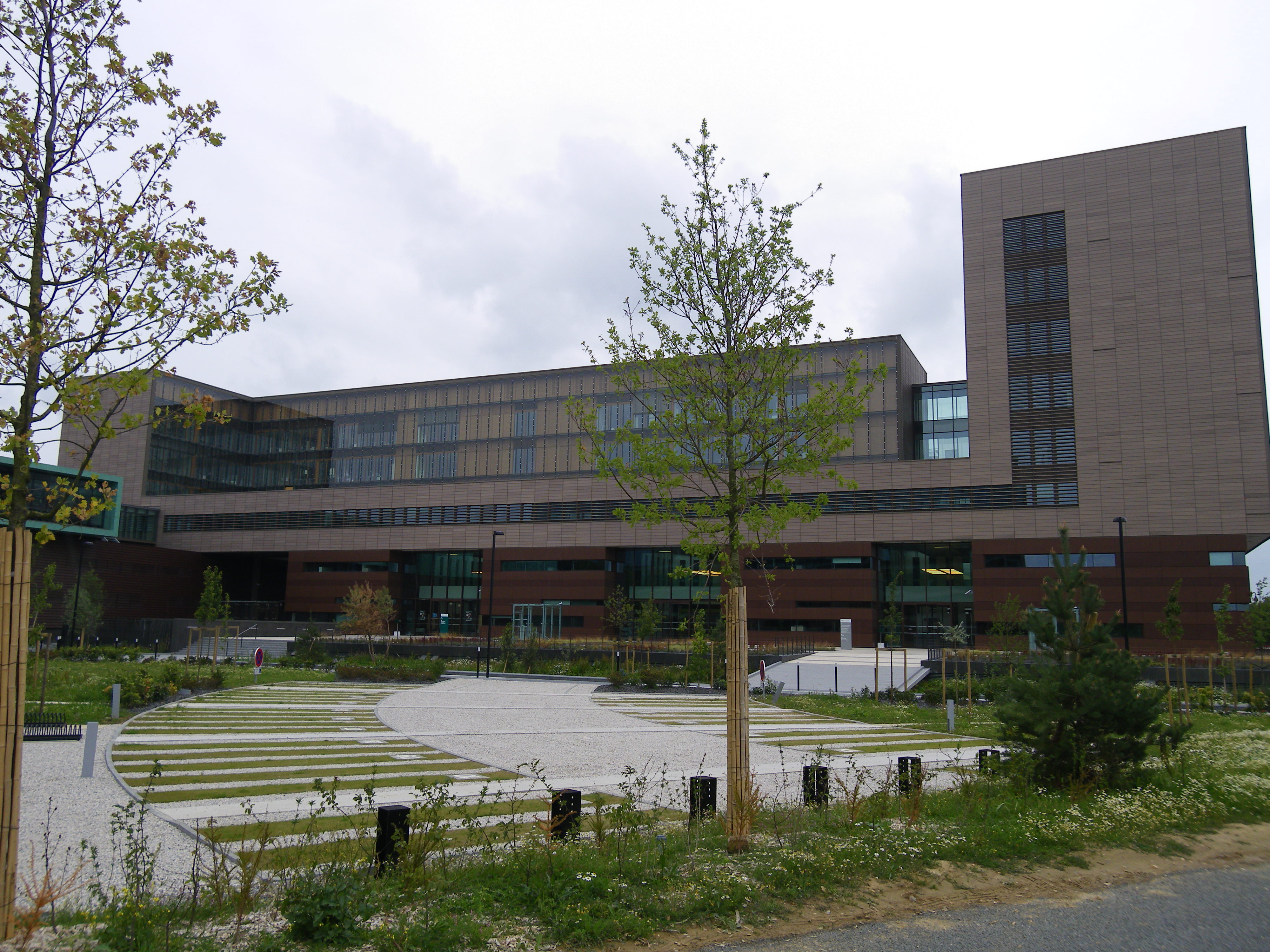
Le siège du Crédit agricole d'Ille-et-Vilaine à La Courrouze